# Youssef Howayek

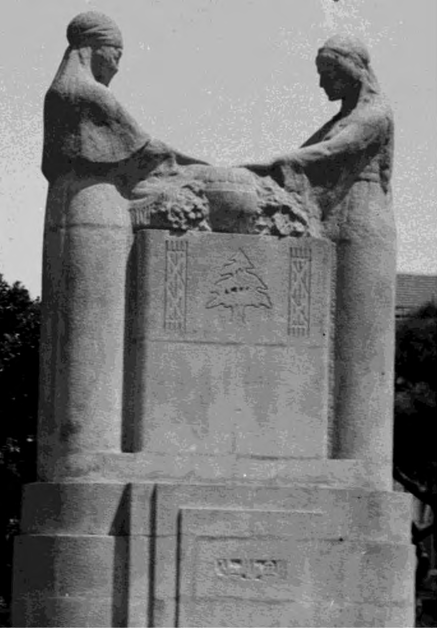
Von Youssef Hoyek geschaffene Statue auf dem Märtyrerplatz in Beirut, Libanon (1930)

Youssef Saadallah Howayek (arab.يوسف حويك; auch Yousuf Huwayyik, Hoyek, Hoayek, Hawayek) (* 9. März 1883 in Helta; † 1962 in Beirut) war ein arabischer Bildhauer und Maler aus der Stadt Helta im Norden des heutigen Libanon.

## Leben
Familie Howayek gehörte zur christlichen Gemeinschaft der Maroniten. Sein Vater Saadallah Howayek war Mitglied eines Verwaltungsrates, sein Großvater war ein Geistlicher auf dem Lande. Sein Onkel war der Erzbischof und Patriarch Elias Peter Hoayek von Helta.
Ein unvergessliches Erlebnis für den jungen Mann aus dem Städtchen in den Bergen Libanons war seine Ankunft in der Metropole der europäischen Kultur Rom. Anschließend zog er nach Paris, wo er dem amerikanisch-libanesischen Dichter und Maler Khalil Gibran begegnete. Von 1909 bis 1910 studierten beide Bildhauerei bei Auguste Rodin. Später schloss sich ihnen der libanesische Schriftsteller Ameen Rihani an.
Howayek begann Dante Alighieris Werk „Die Göttliche Komödie“ ins Arabische zu übersetzen, jedoch ist nicht bekannt, ob er das Werk vollendete.

## Sonstiges
Wie Youssef Howayek in seinen Tagebüchern gestand, hat auf ihn das Werk Ernest Renans Histoire des origines du christianisme (Geschichte der Anfänge des Christentums, 8 Bände,  1863–1883) einen großen Einfluss ausgeübt.
Außerdem gehörte er zu den Stammgästen des Treffpunktes der Pariser Bohème, des Café du Dôme.

## Quelle
- Biografie (franz.)
- Skulpturen

| Personendaten    | Personendaten                                                                                   |
| ---------------- | ----------------------------------------------------------------------------------------------- |
| NAME             | Howayek, Youssef                                                                                |
| ALTERNATIVNAMEN  | Howayek, Youssef Saadallah; Huwayyik, Yousuf; Hoyek, Youssef; Hoayek, Youssef; Hawayek, Youssef |
| KURZBESCHREIBUNG | libanesischer Schriftsteller, Maler und Bildhauer                                               |
| GEBURTSDATUM     | 9. März 1883                                                                                    |
| GEBURTSORT       | Helta, Libanon                                                                                  |
| STERBEDATUM      | 1962                                                                                            |
| STERBEORT        | Beirut                                                                                          |